# Simone Gillot
Pour les articles homonymes, voir Gillot.
Simone Gillot (ou Ida Simone Delaruelle ou Simone Levasseur), née le 5 avril 1912 à Sigy-en-Bray en Seine-Maritime et morte le 25 mars 2008 à Saint-Denis, est une militante communiste, syndicaliste et une résistante. Devenue infirmière, elle est une pionnière de l'accouchement sans douleur.

## Biographie

### Enfance et jeunesse
Ida Simone Delaruelle est déclarée née de parents inconnus le 5 avril 1912 à Sigy-en-Bray. Elle est reconnue un mois plus tard, le 2 mai 1912, par sa mère Léa Levasseur (1888-1966), couturière de profession. Simone Levasseur demeure en nourrice pendant dix ans et demi à Haussez puis est recueillie pendant quatre années par un oncle et une tante.
Après avoir obtenu son certificat d’études primaires, elle prépare le brevet élémentaire mais, deux mois avant l’examen, sa mère la retire de la garde de ses oncle et tante et la met au travail. Elle est alors successivement bonne d’enfants puis employée aux écritures. Arrivée en région parisienne à l’âge de dix-sept ans, elle est embauchée en 1929 à l’usine des Lignes télégraphiques et téléphoniques à Conflans-Sainte-Honorine en qualité d’ouvrière spécialisée bobineuse puis sur les presses Bliss.
Le 8 juillet 1929, elle épouse André Flambart. Ils ont un fils Jean, né le 24 décembre 1929, et divorcent ensuite.
Début 1934, Simone Gillot est embauchée chez Hispano-Suiza à Bois-Colombes comme ouvrière spécialisée sur les tours. Après un stage, elle est reçue au brevet de soudure à l’autogène.
Elle participe aux manifestations antifascistes du 12 février 1934 et, l’année suivante, elle est élue déléguée syndicale pour la Confédération générale du travail (CGT). Elle prend une part active à la grève de juin 1936 dans l'usine Hispano et adhère au Parti communiste.
Durant la Guerre d’Espagne, en 1937, elle prend des cours de secourisme auprès de la Croix-Rouge puis part comme volontaire à la frontière franco-espagnole où elle accueille les premiers blessés des Brigades internationales. Elle se voit confier la responsabilité de 26 enfants et quatre jeunes mères réfugiés en France, parrainés et pris en charge par les travailleurs d’Hispano. Cette expérience lui permet d'apprendre l'espagnol.
Le 30 novembre 1938, elle est sanctionnée pour avoir fait grève et, en juin 1940, elle quitte son domicile de Bezons pour se replier, avec les ouvriers professionnels d’Hispano, réquisitionnés pour la fabrication de matériel de guerre, à Soues près de Tarbes. Mais, deux mois et demi plus tard, la direction d’Hispano-Suiza ordonne le retour à Bois-Colombes.

### Résistance
En septembre 1940, Simone Gillot organise, avec les femmes de Bezons, Argenteuil, Houilles, Sannois, la solidarité aux prisonniers de guerre et emprisonnés politiques. Pour les besoins de la clandestinité, elle prend le nom de « Catherine ».
Dès décembre 1940, Danielle Casanova organise des manifestations pour la libération des prisonniers de guerre. À Gennevilliers, Simone Gillot entraîne de nombreuses épouses à y participer. Ces comités populaires féminins contribuent à la création de L'Union des femmes françaises.
Elle aide à la reconstitution clandestine du Secours populaire français dont elle devient la secrétaire pour la région ouest de Paris. Après une perquisition par la police à son domicile, elle doit passer à la clandestinité et se sépare de son fils âgé de dix ans qu’elle ne retrouve que quatre ans plus tard, à la Libération. Elle prend ensuite la direction du Secours populaire en région Paris-Est et adhère au Front national en mai 1941. De 1943 jusqu'à la libération de Paris, elle assure les liaisons avec les différents membres du Conseil national de la Résistance et les délégués du général de Gaulle. Elle participe aux combats pour la libération de Paris en août 1944.
En août 1944, elle devient la secrétaire particulière d’Auguste Gillot (1905-1998), maire de Saint-Denis, qu’elle a connu en reconstituant le Secours populaire. Il divorce le 13 avril 1945, et ils se marient à Ivry-sur-Seine, le 30 août. Ils ont deux filles, Claudie, née le 13 octobre 1945, et Pierrette, née le 14 novembre 1946,.

### Après-guerre
Élue présidente de l’Union des Femmes françaises de Saint-Denis (UFF), elle est membre du Conseil national de l’association de 1945 à 1952.
Elle est déléguée au Xe congrès du Parti communiste à Paris  en 1945 et au XIe à Strasbourg en 1947, est membre du bureau régional de Paris-Nord en 1945 et secrétaire de la section du quartier Pleyel de Saint-Denis en 1948.
Simone Gillot multiplie les activités non rémunérées mais, devant contribuer aux revenus de la famille, elle travaille comme secrétaire médicale des centres de consultation de nourrissons. À la suite de cette expérience, elle décide d'entreprendre des études d'infirmière et obtient son diplôme d'État vers 1950,.

### Accouchement sans douleur
Le docteur Fernand Lamaze, chef de la maternité des Bluets à Paris, promeut une nouvelle méthode d'accouchement d'origine soviétique. Il sollicite l'aide d'Auguste Gillot pour créer un service d'accouchement sans douleur à l'hôpital Danielle Casanova à Saint Denis. Simone Gillot devient stagiaire à la polyclinique des Bluets afin d'étudier la théorie et la pratique de l'accouchement sans douleur ou méthode psychoprophylactique. Elle est nommée coordinatrice de l'accouchement sans douleur à l'Hôpital Danielle Casanova. Avec un groupe de membre du corps médical et paramédical, elle développe la méthode et organise des cours d'initiation pour l'ensemble du personnel,.
Lorsqu'une nouvelle maternité est ouverte à Saint Denis en janvier 1963, Simone Gillot en est nommée surveillante en chef.
Auguste et Simone Gillot sont invités à plusieurs reprises en URSS. Simone Gillot suit des cours de russe à la Maison des syndicats CGT, ce qui lui permet de lire, en version originale, les travaux de Pavlov sur les réflexes conditionnés, majeurs dans la méthode psychoprophylactique de l'accouchement sans douleur. Elle suit également un stage à l'Institut d'obstétrique à Moscou.

### Retraite
Simone Gillot prend sa retraite en 1972. Elle entretient des contacts réguliers avec le monde médical et continue à participer régulièrement à des conférences professionnelles.
Simone et Auguste Gillot se consacrent à transmettre la mémoire de la Seconde Guerre mondiale. Ensemble, ils relatent leur vie de militants dans le livre Un couple dans la Résistance, publié aux Éditions sociales en 1975 et réédité en 1976. Ils animent des conférences-débats sur la Résistance, l'Occupation, la Libération. Ils dirigent le comité local de l'Association nationale des anciens combattants de la Résistance (ANACR). Ils continuent de militer activement au Secours populaire français et apportent leur soutien au Mouvement de la Paix.
Simone Gillot meurt en 2008 à Saint-Denis à l'âge de 95 ans,. Elle est inhumée auprès de son mari au cimetière de Saint-Denis.
Les archives de Simone Gillot sont conservées par la Ville de Saint-Denis.

## Distinctions
Elle est titulaire de nombreuses décorations, notamment :
- Officier de la Légion d'honneur remise en 1994, en même temps qu'à son mari ; chevalier en 1983[2]
- Médaille de la Résistance française[réf. souhaitée]
- Croix du combattant volontaire de la Résistance

À la demande de l’association Femmes solidaires, le nom de Simone Gillot est donné, en 2012, à l'aile gauche de la Maternité Delafontaine.

## Publications
- Un couple dans la Résistance, Éditions sociales, 1987  (ISBN 9782209051243)
- A chacun son chemin, 1990